# Guess Who's Back?
Guess Who's Back? — компіляція американського репера 50 Cent, випущена незалежним лейблом Full Clip Records 26 квітня 2002 р. Деякі пісні увійшли до офіційно невиданого альбому Power of the Dollar (2000). Обкладинку компіляції використали у відеокліпі «Piggy Bank» (2005). Guess Who's Back? записано в Канаді, оскільки музична індустрія занесла виконавця до чорного списку, внаслідок чого він не міг працювати у студії в США. Станом на травень 2004 наклад компіляції становив понад 400 тис. проданих копій на батьківщині репера.
У 2002 Eminem прослухав Guess Who's Back? через представника виконавця, який також працював з його менеджером Полом Розенбергом. У результаті 50 Cent став підписантом Interscope Records.
«U Not Like Me» та «Life's on the Line» пізніше стали бонус-треками Get Rich or Die Tryin'. У 2003 «Rotten Apple» посіла 45-ту сходинку чарту Hot R&B/Hip-Hop Songs і провела у ньому 2 тижні.

## Список пісень
| №  | Назва                         | Запрошені гості                 | Тривалість |
| -- | ----------------------------- | ------------------------------- | ---------- |
| 1  | «Killa Tape» (Intro)          |                                 | 2:58       |
| 2  | «Rotten Apple»                |                                 | 3:08       |
| 3  | «Drop» (skit)                 |                                 | 0:16       |
| 4  | «That's What's Up»            | G-Unit                          | 4:09       |
| 5  | «U Not Like Me»               |                                 | 4:10       |
| 6  | «50 Bars»                     |                                 | 3:33       |
| 7  | «Life's on the Line»          |                                 | 3:38       |
| 8  | «Get Out the Club»            |                                 | 4:22       |
| 9  | «Be a Gentleman»              |                                 | 2:40       |
| 10 | «Fuck You»                    |                                 | 3:55       |
| 11 | «Too Hot»                     | Nas, Nature                     | 3:45       |
| 12 | «Who U Rep With»              | Nas, Bravehearts                | 4:21       |
| 13 | «Corner Bodega»               |                                 | 1:34       |
| 14 | «Ghetto Qu'ran (Forgive Me)»  |                                 | 4:29       |
| 15 | «As the World Turns»          | Bun B                           | 4:20       |
| 16 | «Whoo Kid Freestyle»          | G-Unit (не зазначені у буклеті) | 1:15       |
| 17 | «Stretch Armstrong Freestyle» |                                 | 1:19       |
| 18 | «Doo Wop Freestyle»           |                                 | 2:25       |

## Чартові позиції
| Чарт                      | Найвища позиція |
| США                       | 28              |
| US Top R&B/Hip-Hop Albums | 13              |